# Foho Berau
Der Foho Berau ist ein Berg im Süden der zu Osttimor gehörenden Insel Atauro im Suco Macadade. Der kegelförmige Berg mit zwei Gipfeln hat eine Höhe von etwa 800 m.
Neben dem Foho Tutonairana ist der Foho Berau eines der eruptiven Zentren, aus dem die Insel entstand.